# (3282) Spencer Jones
(3282) Spencer Jones (9528 P-L) ist ein ungefähr fünf Kilometer großer Asteroid des äußeren Hauptgürtels, der am 19. Februar 1949 am Goethe-Link-Observatorium in Brooklyn, Indiana, Vereinigte Staaten (IAU-Code 760) entdeckt wurde.

## Benennung
Der Asteroid (3282) Spencer Jones wurde nach Harold Spencer Jones (1890–1960), dem astronomischen Hauptassistenten am Royal Greenwich Observatory, Astronom am Kap der Guten Hoffnung und Astronomer Royal (1933–1955), benannt. Er war von 1945 bis 1948 Präsident der Internationalen Astronomischen Union. Seine Arbeit widmete sich der grundlegenden Astrometrie und er wies schlüssig nach, dass die kleinen Reste in den scheinbaren Bewegungen der Planeten auf die unregelmäßige Rotation der Erde zurückzuführen sind. Er leitete die weltweiten Bemühungen, die Entfernung von (433) Eros durch Triangulation zu bestimmen, als dieser 1930/31 in der Nähe der Erde vorbeizog. Die Benennung wurde vom US-amerikanischen Astronomen Frank K. Edmondson (1912–2008) vorgeschlagen. Das Zitat im Dictionary of Minor Planet Names wurde von Joseph S. Tenn erstellt. Der Mondkrater Spencer Jones wurde ebenfalls nach Harold Spencer Jones benannt.